# Ногайско-крымская война (1509)
Ногайско-крымская война (1509) — война между Крымским ханством, возглавляемым Менгли Гиреем, и группой ногайских мирз, возглавляемой Агишем, сыном Ямгурчи, в союзе с Астраханским ханством .

## Ход событий

### Подготовка ногайцев к походу
После смерти влиятельных ногайских биев Мусы и его брата Ямгурчи среди мирз следующего поколения назревала борьба за власть. В этих условиях Агиш решил организовать большой поход на Крым. Поход этот преследовал грабительские цели, так как военная добыча была существенной частью экономики кочевых племен. Кроме того Агиш, возможно, хотел поднять свой статус среди других ногайских вождей в связи с начинающейся борьбой за власть в Ногайской Орде. На его призыв в начале лета 1509 года откликнулись многие вожди, в том числе Саид-Ахмед и ещё 40 ногайских мирз, к походу присоединился и астраханский хан Абд ал-Керим. Ногайское войско приступило к переправе на правый берег Волги, что всегда представляло для кочевников существенную проблему.

### Ситуация в Крыму
В Крыму серьёзно отнеслись к сведениям о ногайском походе. Менгли Гирей мобилизовал все войска и племенные ополчения, включая и мангытов, находящихся в его подданстве. Была создана армия в 250 000 человек. Возглавил войско сын Менгли Гирея Мухаммед. Племенные ополчения возглавляли карачибеки барынов, ширинов и мангытов, которых вёл Хаджике.

### Военные действия на правом берегу Волги
Крымское войско смогло скрытно приблизиться к месту переправы ногаев через Волгу, когда те были заняты переправой и совершенно не готовы к отпору. Разгром той части ногаев, что уже была на правом берегу Волги, был полным. Крымские татары захватили огромное число пленников, имущество и скот.  Отягощенные огромной добычей они отправились в Крым, не предприняв никаких действий против Астрахани. Добычу перегоняли в Крым через Перекоп более двадцати дней.